# Sören Brandy
Sören Brandy (ur. 6 maja 1985) – niemiecki piłkarz występujący na pozycji pomocnika w 1. FC Union Berlin.